# 金黄孔菌属
金黄孔菌属（学名：Xanthoporus）是皱皮菌科下的一个属。

## 下属物种
本属包括以下物种：
- 佩克金黄孔菌 Xanthoporus peckianus (Cooke) Audet
- 丁香金黄孔菌 Xanthoporus syringae (Parmasto) Audet